# 声 (whiteeeenのアルバム)
「声」（こえ）はwhiteeeenの1枚目のミニアルバム。2016年3月9日にZEN MUSICから発売された。

## 収録曲
1. ハンブンコ [4:53]
  - 1stシングル ｢愛唄〜since 2007〜｣ カップリング曲。
  - 作詞 : あいみベイダー 作曲 : HIDE(GReeeeN)/SHIKATA/KAY
2. 愛唄 〜since 2007〜 [4:03]
  - 映画 ｢ストロボ・エッジ｣ 主題歌
  - 作詞・作曲 : GReeeeN
3. 卒業ソング [4:12]
  - 作詞 : 山下歩 作曲 : ユキナリショウジ
4. 恋のテンキヨホウ [5:11]
  - 2ndシングル ｢ポケット｣ カップリング曲。
  - 作詞 : 志保/JIN 作曲 : 井上トモノリ
5. あの頃〜ジンジンバオヂュオニ〜 [5:48]
  - 配信限定曲。
  - フジテレビ 深夜ドラマ ｢それでも僕は君が好き｣ 挿入歌
  - 作詞 : 山下歩/JIN 作曲 : 木村充利
6. 君想い [4:42]
  - 作詞・作曲 : GReeeeN
  - GReeeeNのカバー曲
7. タンポポ [3:37]
  - ｢日成アドバンス｣ CMソング
  - 作詞・作曲 : GReeeeN
  - GReeeeNのカバー曲。
8. ポケット [4:01]
  - 映画 ｢シンドバッド 空とぶ姫と秘密の島｣、｢シンドバッド 魔法のランプと動く島｣ 、「シンドバッド真昼の夜とふしぎの門」主題歌
  - 作詞・作曲 : GReeeeN